# نیو النتون (کارولینای جنوبی)
نیو النتون(به انگلیسی: New Ellenton) شهری در ایالت کارولینای جنوبی کشور ایالات متحده آمریکا است که جمعیت آن در سرشماری سال ۲۰۱۰ میلادی، ۲٬۰۵۲ نفر بوده‌است.